# Lythrurus umbratilis
Lythrurus umbratilis är en fiskart som först beskrevs av Girard, 1856.  Lythrurus umbratilis ingår i släktet Lythrurus och familjen karpfiskar. Inga underarter finns listade i Catalogue of Life.